# Charix

Charix este o comună în departamentul Ain din estul Franței.